# Episodi di Digimon Savers

## Episodi

### Episodi speciali
| Nº | Titolo italiano (traduzione letterale) Giapponese 「Kanji」 - Rōmaji | In onda        | In onda |
| Nº | Titolo italiano (traduzione letterale) Giapponese 「Kanji」 - Rōmaji | Giapponese     |         |
| 49 | Agumon! Gaomon! Lalamon! Esplosione! L'ultima battaglia fuori campo! 「アグモン！ガオモン！ララモン！爆裂！場外ラストバトル！」 - Agumon! Gaomon! Raramon! Bakuretsu! Jougai Rasuto Batoru! | 24 agosto 2007 |         |

## Edizioni home video

### Giappone
La Happinet Pictures distribuì un totale di diciassette DVD relativi a Digimon Savers in Giappone tra il 29 settembre 2006 ed il 24 agosto 2007.
| Distribuzioni in DVD della Happinet Pictures | Distribuzioni in DVD della Happinet Pictures | Distribuzioni in DVD della Happinet Pictures | Distribuzioni in DVD della Happinet Pictures | Distribuzioni in DVD della Happinet Pictures | Distribuzioni in DVD della Happinet Pictures | Distribuzioni in DVD della Happinet Pictures | Distribuzioni in DVD della Happinet Pictures | Distribuzioni in DVD della Happinet Pictures |
| Volume                                       | Data di uscita                               | Dischi                                       | Episodi                                      |                                              | Volume                                       | Data di uscita                               | Dischi                                       | Episodi                                      |
| -------------------------------------------- | -------------------------------------------- | -------------------------------------------- | -------------------------------------------- | -------------------------------------------- | -------------------------------------------- | -------------------------------------------- | -------------------------------------------- | -------------------------------------------- |
| 1                                            | 29 settembre 2006                            | 1                                            | 2                                            | 10                                           | 25 maggio 2007                               | 1                                            | 3                                            |                                              |
| 2                                            | 27 ottobre 2006                              | 1                                            | 3                                            | 11                                           | 25 maggio 2007                               | 1                                            | 3                                            |                                              |
| 3                                            | 24 novembre 2006                             | 1                                            | 3                                            | 12                                           | 22 giugno 2007                               | 1                                            | 3                                            |                                              |
| 4                                            | 22 dicembre 2006                             | 1                                            | 3                                            | 13                                           | 22 giugno 2007                               | 1                                            | 3                                            |                                              |
| 5                                            | 26 gennaio 2007                              | 1                                            | 3                                            | 14                                           | 27 luglio 2007                               | 1                                            | 3                                            |                                              |
| 6                                            | 23 febbraio 2007                             | 1                                            | 3                                            | 15                                           | 27 luglio 2007                               | 1                                            | 3                                            |                                              |
| 7                                            | 23 marzo 2007                                | 1                                            | 3                                            | 16                                           | 24 agosto 2007                               | 1                                            | 3                                            |                                              |
| 8                                            | 25 aprile 2007                               | 1                                            | 3                                            | 17                                           | 24 agosto 2007                               | 1                                            | 1                                            |                                              |
| 9                                            | 25 aprile 2007                               | 1                                            | 3                                            |                                              |                                              |                                              |                                              |                                              |